# Thomas și Calea Magică
Thomas și Calea Magică (Thomas and the Magic Railroad) este primul film cinematografic bazat pe Locomotiva Thomas și prietenii săi, un serial animat de televiziune bazat pe Seria Căilor Ferate scrisă de Wilbert Awdry. Pe lângă îndrăgitele personaje de pe fictiva Insulă Sodor, rolurile principale le-au fost distribuite actorilor Alec Baldwin, Peter Fonda și Mara Wilson.
Filmările au început în anul 1999 și producția a fost lansat în 2000. Filmul a avut succes în toată lumea și chiar a fost dublat în Germană, Japoneză etc.

## Personaje participante
- Locomotiva Thomas
- Locomotiva Henry
- Locomotiva Gordon
- Locomotiva James
- Locomotiva Percy
- Locomotiva Toby
- Autobuzul Bertie
- Elicopterul Harold
- Vagoanele Annie și Clarabel
- Controlorul Gras (nu apare fizic)
- Personaje noi:
- Locomotiva Diesel 10
- Locomotiva Dodge
- Locomotiva Splatter
- Locomotiva Lady
- Personaje umane:
- Domnul Conductor (Alec Baldwin)
- Burnett Stone (Peter Fonda)
- Lily (Mara Wilson)
- C Junior (Michael E. Rodgers)
- Patch (Cody McCains)
- Stacy Jones (Didi Conn)
- Billy Two-Feathers (Russell Means)

1. ↑  Thomas și Calea Magică